# Casa das Histórias Paula Rego

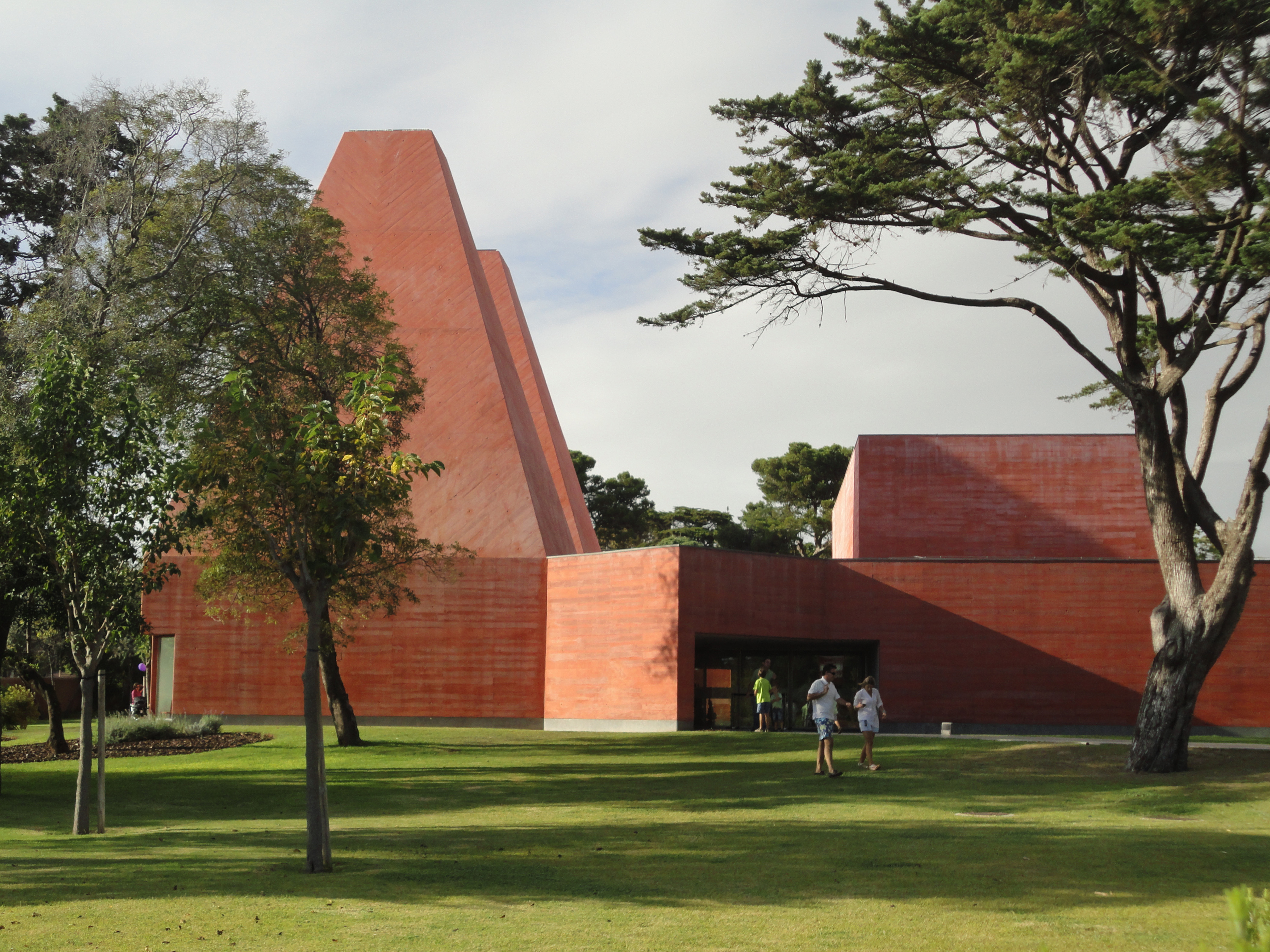

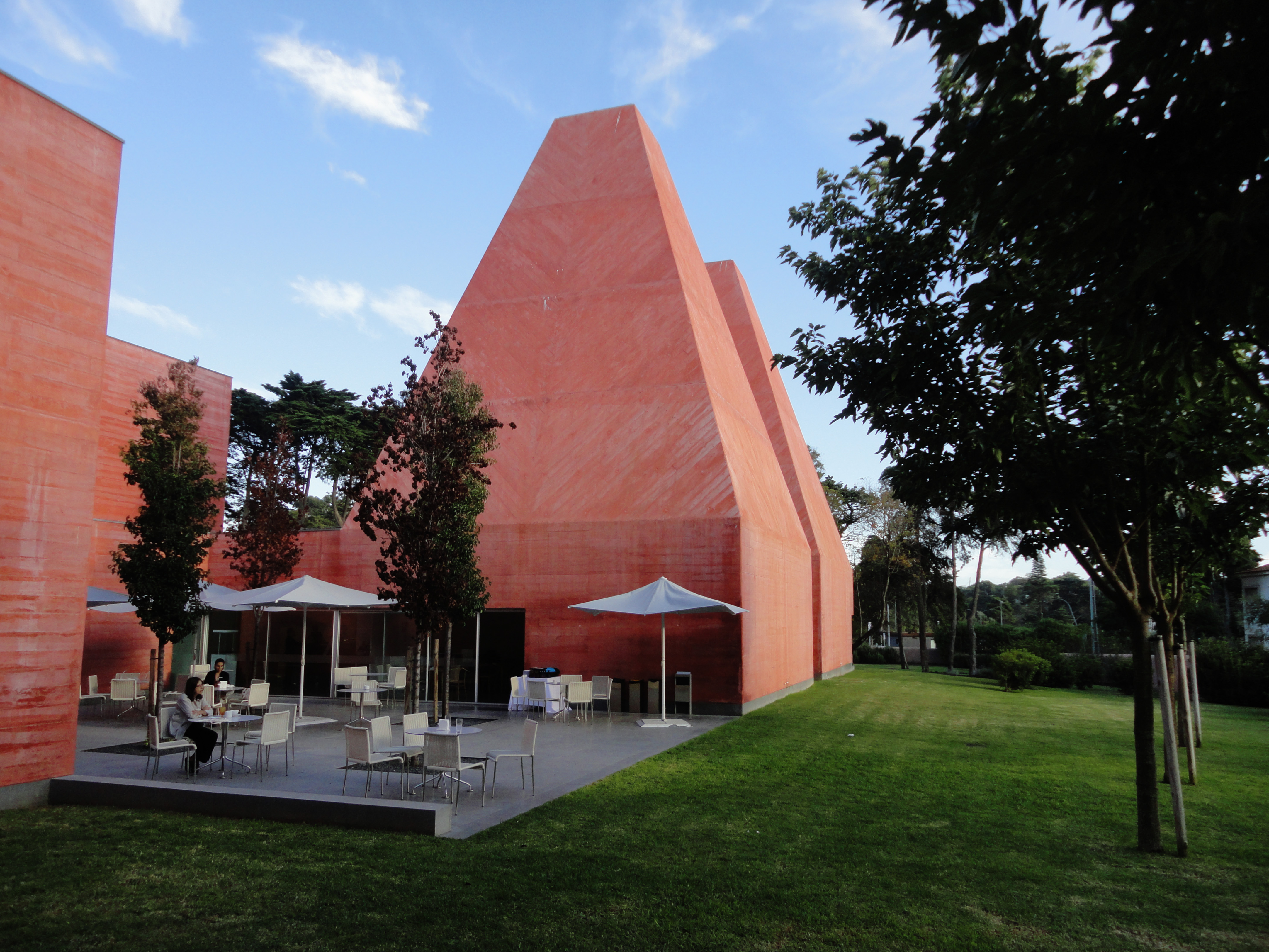

A Casa das Histórias Paula Rego é um museu de Arte em Cascais, e tem como missão o conhecimento e fruição da obra de Paula Rego e suas ligações artísticas. Foi inaugurado em Setembro de 2009, com a presença da artista, do Presidente da Câmara Municipal de Cascais, António Capucho, e do Presidente da República, Cavaco Silva.
Constituído por vários corpos em betão vermelho e rodeado por árvores, o edifício é da autoria do arquitecto Eduardo Souto de Moura e venceu o Prémio Secil de Arquitectura 2010. A Casa das Histórias acolhe uma exposição permanente com obras de Paula Rego e duas exposições temporárias por ano.

## Exposições temporárias
- 2013-2014-1961: Ordem e Caos
- 2012-2013- A Fonte das Palavras - Maria João Worm[4]
- 2012- Mood/Humor. A Dama Pé-de-Cabra (Paula Rego/Adriana Molder)[5][6][7]
- 2011- Oratório. O corpo tem mais cotovelos[8]